# Susy, secretos del corazón
Susy, secretos del corazón  fue una revista femenina publicada por Editorial Novaro a partir de 1960. Alcanzó los 1140 números ordinarios en la "Serie Clásica", 18 en la "Serie Colibrí" y 7 extraordinarios.

## Contenido
Cada número presentaba varias historietas cortas, generalmente procedentes de revistas de la compañía estadounidense DC Comics, como Secret Hearts, Young Love y Heart Throbs, pero también de la española Bruguera, como Sissi.
| N.º | Fecha      | Título                               | Título original                  | Guionista       | Dibujante       | N.º pág. | Publicación original | Fecha original |
| --- | ---------- | ------------------------------------ | -------------------------------- | --------------- | --------------- | -------- | -------------------- | -------------- |
| 1   | 01/04/1961 | Crisantemo                           | Crisantemo                       |                 |                 | 6        |                      |                |
| 1   | 01/04/1961 | La genial diva                       | La genial diva                   |                 |                 | 6        |                      |                |
| 1   | 01/04/1961 | Por su Rey                           | Por su Rey                       |                 |                 | 6        |                      |                |
| 1   | 01/04/1961 | La princesita y el mercader          | La princesita y el mercader      |                 |                 | 6        |                      |                |
| 1   | 01/04/1961 | Clavelina                            | Clavelina                        |                 |                 | 6        |                      |                |
| 1   | 01/04/1961 | Napo                                 |                                  |                 |                 | 1        |                      |                |
| 1   | 01/04/1961 | Carlota                              |                                  |                 |                 | 1        |                      |                |
| 103 | 12/03/1965 | Al Borde de la Felicidad             | On the Eve of Happiness          |                 | Gene Colan      | 8        | Young Romance 131    | 08-09/1964     |
| 103 | 12/03/1965 | Segundo Encuentro                    | Second Meeting                   |                 | Jay Scott Pike? | 7        | Young Romance 131    | 08-09/1964     |
| 103 | 12/03/1965 | Bonnie Taylor: Los Sueños no Cuentan | Bonnie Taylor:Dreams Don't Count | Robert Kanigher | John Romita     | 12       | Young Romance 131    | 08-09/1964     |